# دياني هولاند
دياني هولاند (بالإنجليزية: Diane Holland) هي ممثلة أسترالية، ولدت في 28 فبراير 1930 في ملبورن في أستراليا، وتوفيت في 24 يناير 2009 في Godstone ‏ في المملكة المتحدة بسبب ذات الرئة.

## وصلات خارجية
- دياني هولاند على موقع IMDb (الإنجليزية)
- دياني هولاند على موقع أول موفي (الإنجليزية)
- دياني هولاند على موقع قاعدة بيانات الفيلم (الإنجليزية)